# Route nationale 125
Die Route nationale 125, kurz N 125 oder RN 125, ist eine französische Nationalstraße.

## Aktueller Straßenverlauf
Die aktuelle Nationalstraße 125 führt von Gourdan-Polignan bis zur spanischen Grenze und hat eine Gesamtlänge von 28 Kilometern.

## Historischer Straßenverlauf
Die historische Nationalstraße 125 wurde 1824 zwischen Portet-sur-Garonne und dem Hospice de France im Vallée de la Pique festgelegt und geht auf die Route impériale 145 zurück. Ihr Streckenverlauf wurde durch die Nationalstraße 117 unterbrochen. Die Gesamtlänge betrug 106,5 Kilometer. Südlich vom Hospice de France liegt der Pass 'Port de Venasque' mit 2444 Metern Höhe. Auf spanischer Seite war im um 1940 veröffentlichten Plan Peña vorgesehen, die von Barbastro kommende C-139 auf den Pass zu führen und einen Lückenschluss mit der N125 anzustreben. 1973 wurde der Abschnitt zwischen Portet-sur-Garonne und Saint-Martory von der Nationalstraße 117 übernommen und 1978 eine neue Streckenführung der Nationalstraße 125 aus folgenden Straßen zur spanischen Grenze zusammengestellt:
- N 125 Montréjeau – Kreuzung mit der Nationalstraße 618C
- N 618C Kreuzung mit der N 125 – Pont du Roi (spanische Grenze)

2006 wurde der Abschnitt zwischen Montréjeau und dem Ende der Autobahn 645 abgestuft. 2009 wurde dann die Trasse am linken Garonneufer abgestuft und dafür die Départementsstraße 33 des Départements Haute-Garonne rechts der Garonne zur N 125 hochgestuft.

## Streckenverlauf
| Position | höchste zulässige Gesamtgeschwindigkeit | Fahrbahnen | Typ              | Abschnitt  | Längengrad | Breitengrad |
| -------- | --------------------------------------- | ---------- | ---------------- | ---------- | ---------- | ----------- |
| 1        | 90                                      | 2          | Beginn an Straße |            | 42.8856    | 0.7112      |
| 2        | 90                                      | 2          |                  |            | 42.8687    | 0.7362      |
| 3        | 90                                      | 2          |                  |            | 42.8642    | 0.7477      |
| 4        | 90                                      | 2          |                  | Eth Garona | 42.8632    | 0.7481      |
| 5        | 90                                      | 2          | Ende an Straße   |            | 42.8632    | 0.7481      |

## Seitenäste

### N 125a
Die Route nationale 125A, kurz N 125A oder RN 125A, war eine französische Nationalstraße und von 1933 bis 1973 ein Seitenast der N 125, der von dieser westlich von Barbazan abzweigte und zum Granges de Crouhens führte. Die Gesamtlänge betrug 17 Kilometer.

### N 125b
Die Route nationale 125B, kurz N 125B oder RN 125B, war eine französische Nationalstraße und von 1933 bis 1973 ein Seitenast der N 125, der von dieser südlich von Barbazan abzweigte und nach Mauléon-Barousse verlief. Ihre Länge betrug sechs Kilometer.

### N 125c
Die Route nationale 125C, kurz N 125C oder RN 125C, war eine französische Nationalstraße und von 1933 ein Seitenast der N 125, der von dieser nordwestlich von Saint-Béat abzweigte und zur spanischen Grenze am Pont du Roi verlief.
Die Nationalstraße wurde noch im gleichen Jahr zur Nationalstraße 618C umbenannt. Heute ist sie Teil der N 125. 1972 wurde die Nummer für die neu in Betrieb genommene Umgehungsstraße zwischen Martres-Tolosane und Lestelle-de-Saint-Martory verwendet. Sie wurde 1978 in Nationalstraße 127 umgewidmet und ist seit 1996 Teil der Autobahn 64.